# Umberto Calvello
Umberto Calvello (Pistoia, 1897. május 28. – 1919. augusztus 18.) egy első világháborús olasz származású vadászpilóta volt. Szolgálata során 5 légi győzelmet szerzett, amelyekkel elérte az ászpilóta minősítést. A háború után egy évvel, 1919-ben hunyt el, ismeretlen okok miatt.

## Élete
Calvello 1897-ben született Pistoiában, Olaszország területén.
Még csupán 18 éves amikor Olaszország is belép a háborúba, azonban hamarosan a hadsereg tagja lett. Később a légierőhöz került ahol a 260a (260 Squadrigualia, 260. repülő osztag) tagja lett, és győzelmeit mind ennél az egységnél aratta. 
1918. április 22-én szerezte meg első légi győzelmét, M.5-ös típusú repülőgépével, egy Lohner TL típusú osztrák-magyar repülőgép ellenében. Federico Martinengo hadnagy vezetése alatt 1918. május 4-én részt vett a Trieszt elleni légi támadásban, amely során az olasz pilóták számos osztrák-magyar hidroplánt lőttek le még maga Calvello is sikereket ért el (3 légi győzelem), azonban hamarosan kénytelenek voltak visszavonulót fújni. Források szerint Calvello még egy légi győzelmet szerzett, e légi győzelmének ideje azonban ismeretlen.
1919. augusztus 18-án 22 éves korában hunyt el, halálának okai nem ismertek.

## Légi győzelmei
| Sorszám | Dátum             | Egység | Repülőgép | Ellenséges repülő típusa |
| ------- | ----------------- | ------ | --------- | ------------------------ |
| 1       | 1918. április 22. | 260ª   | M.5       | Lohner TL                |
| 2       | 1918. május 4.    | 260ª   | M.5       | Hansa-Brandenburg W.18   |
| 3       | 1918. május 4.    | 260ª   | M.5       | Hansa-Brandenburg W.18   |
| 4       | 1918. május 4.    | 260ª   | M.5       | AGO                      |
| 5       | -                 | 260ª   | M.5       | Ismeretlen               |